# Moi Center
Moi Center (沈阳茂业中心, также известен как Moi City, Maoye City или Maoye Plaza) — комплекс из трёх небоскрёбов и торгового подиума, расположенный в деловом центре китайского города Шэньян. Построен в 2014 году в стиле модернизма, по состоянию на начало 2020 года год башня А являлась вторым по высоте зданием города, 66-м по высоте зданием Китая, 78-м — Азии и 125-м — мира. Архитектором комплекса выступила компания Tongji Architects (Шэньчжэнь), застройщиками — компании Shanghai Construction Group (башня A) и China State Construction Engineering (башни B и C).  
- Башня A (311 м) имеет 75 этажей, занятых офисами и гостиничными номерами[2][3][4][5].
- Башня B (188 м) имеет 54 этажа, занятых апартаментами[6][7][8].
- Башня C (163 м) имеет 44 этажа, занятых апартаментами[9][10][11].
- В многоуровневом подиуме расположены торговый центр, кинотеатр, рестораны и паркинг.